# (33606) Brandonmuncan
(33606) Brandonmuncan est un astéroïde de la ceinture principale. Il fut découvert le 10 mai 1999 à Socorro (Nouveau-Mexique) par le projet LINEAR. 

## Description
Il présente une orbite caractérisée par un demi-grand axe de 2,77 UA, une excentricité de 0,14 et une inclinaison de 8,5° par rapport à l'écliptique.